# جوزيف تود
جوزيف تود (بالإنجليزية: Joseph Todd)‏ هو لاعب كرة قدم أمريكية أمريكي، ولد في 1979.